# Cucullia maculosa
Cucullia maculosa är en fjärilsart som beskrevs av Otto Staudinger 1888. Cucullia maculosa ingår i släktet Cucullia och familjen nattflyn. Inga underarter finns listade i Catalogue of Life.